# عريضة زيلارد

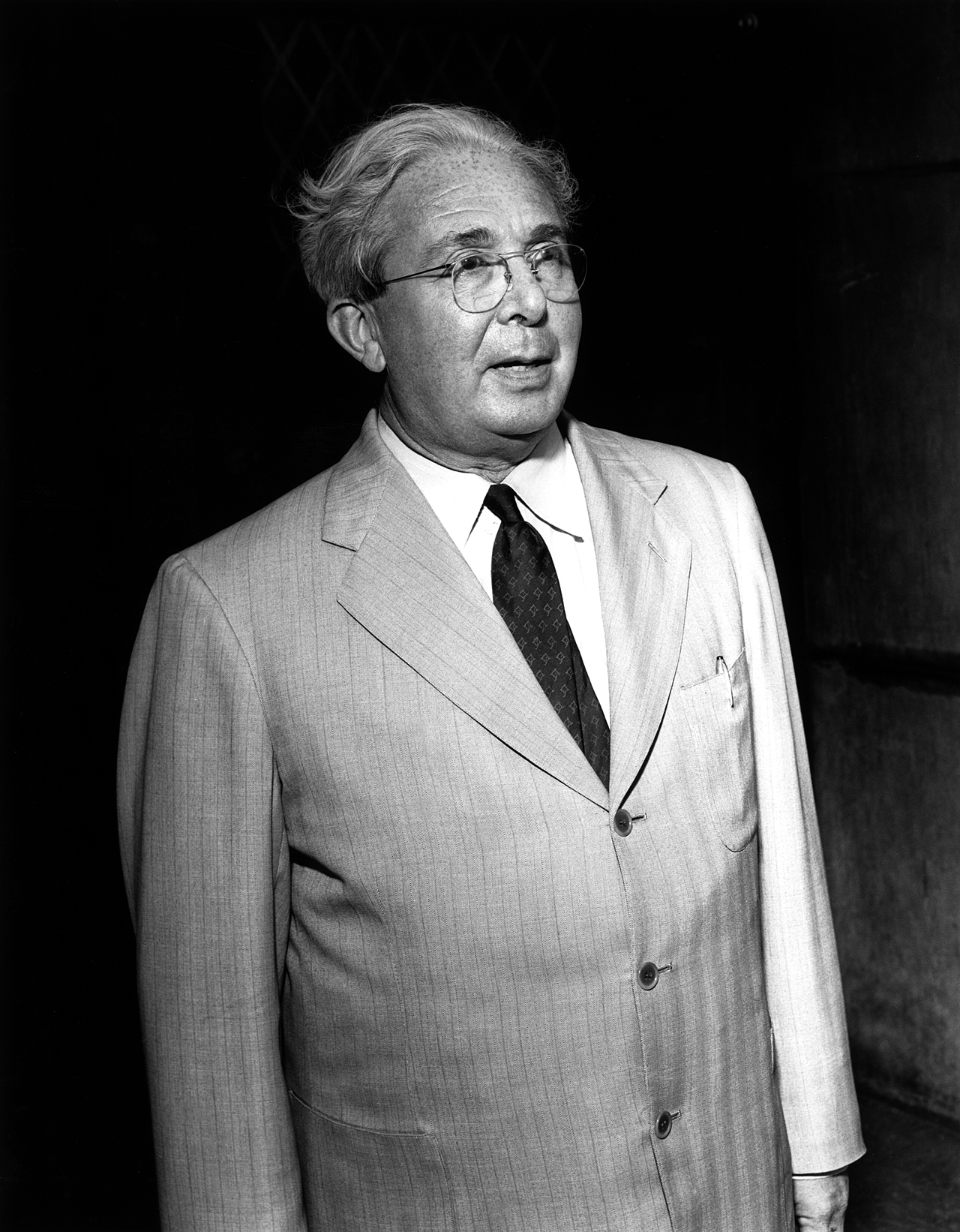
ليو سزيلارد.

عريضة زيلارد (بالإنجليزية: Szilárd petition)‏، هي وثيقة صاغها العالم المجري-الأمريكي ليو زيلارد، وقام بتوقيعها 70 عالمًا يعملون في مشروع مانهاتن في أوك ريدج، تينيسي، ومختبر المعادن في شيكاغو، إلينوي. تم توزيعها في يوليو 1945 وطلب فيها من الرئيس هاري إس ترومان إبلاغ اليابان بشروط الاستسلام التي طلبها الحلفاء، والسماح لليابان إما بقبول أو رفض هذه الشروط، قبل أن تقوم الولايات المتحدة باستخدام الأسلحة النووية. ومع ذلك، فإن العريضة لم تصل أبدا عبر سلسلة القيادة إلى الرئيس ترومان. كما لم يتم رفع السرية عنها ونشرها حتى عام 1961.
في وقت لاحق، من عام 1946 ، أنشأ زيلارد بالاشتراك مع ألبرت أينشتاين، لجنة الطوارئ للعلماء الذريين التي تم احتسابها ضمن مجلس إدارتها، لينوس باولنغ ( جائزة نوبل للسلام في عام 1962). 